# Halin

Archäologische Karte von Halin

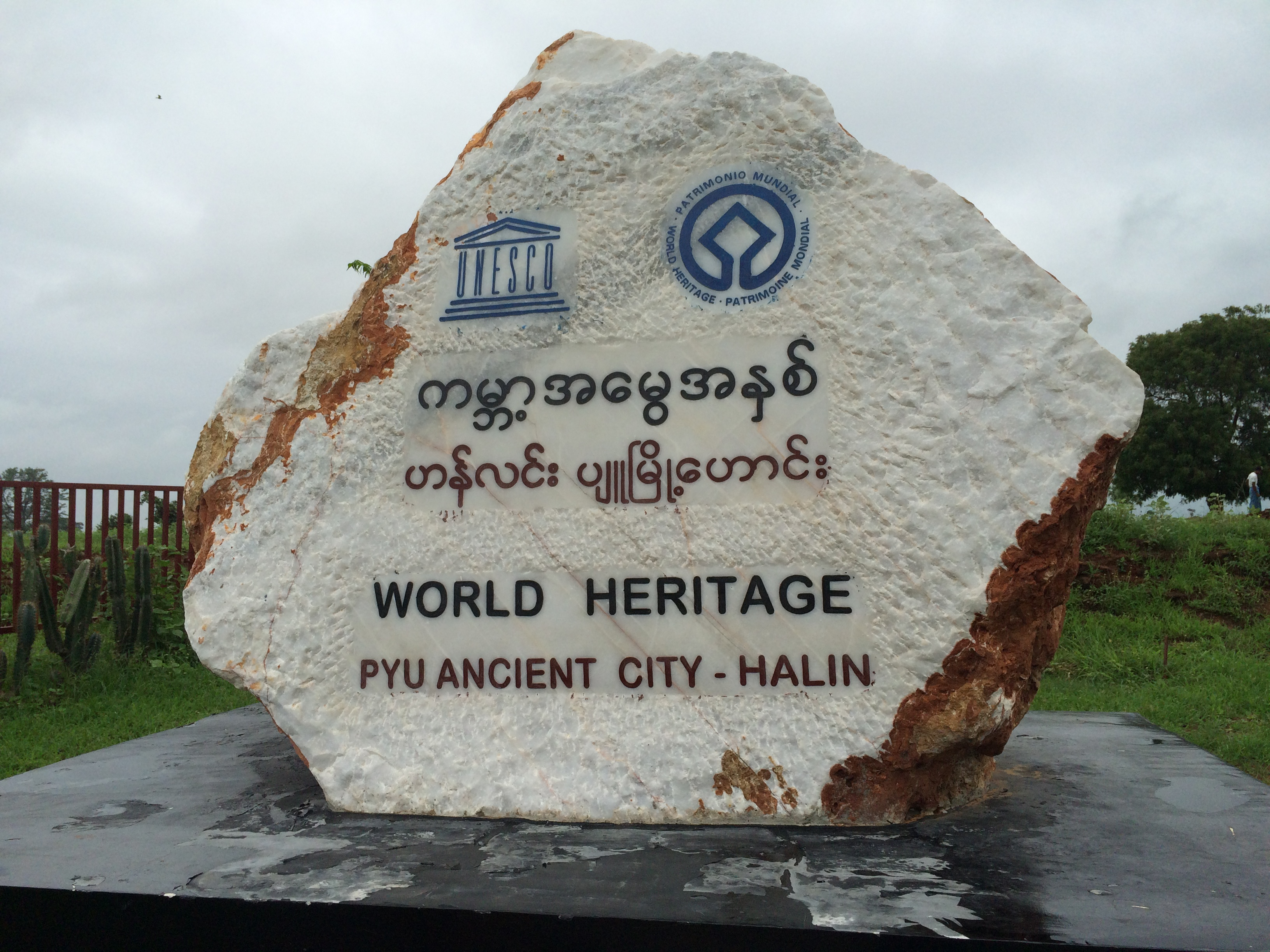

Halin (auch Halingyi – Groß-Halin) war die drittgrößte Stadt des Volkes Pyu, das im ersten nachchristlichen Jahrtausend im heutigen Myanmar (Birma) lebte.
Halin lag am Westufer des Irawadi auf dem Gebiet der heutigen Sagaing-Division, nordwestlich der Stadt Mandalay. Die Stadt war 3 × 1,5 km groß und von einer Ziegelmauer umgeben. Im Inneren der Stadtanlagen befand sich eine ummauerte Palastanlage. Bei Ausgrabungen konnten zahlreiche Urnen, einige Inschriften und Statuen gefunden werden. Es fanden sich nur wenige Architekturreste, was darauf zurückzuführen ist, dass Holz das Hauptbaumaterial war. Die Stadt blühte vor allem vom 2. bis zum 6. Jahrhundert. Sie wurde 832 vom Königreich Nánzhāo zerstört.
Bei Ausgrabungen kamen verschiedene Inschriften zu Tage, einige nennen Könige und Königinnen. Darunter befinden sich König Sri Trivigrama und König Ruba.
Ausgrabungen fanden hier 1904 bis 1905, 1929 bis 1930 und 1963 bis 1967 statt.
1996 wurde vorgeschlagen, die Stadt mit anderen Orten der Pyu zum Weltkulturerbe der UNESCO zu erheben. 2014 wurde Halin gemeinsam mit Sri Ksetra und Beikthano-myo unter der Bezeichnung Historische Städte der Pyu in die Welterbeliste aufgenommen.